# Frederick Griffith

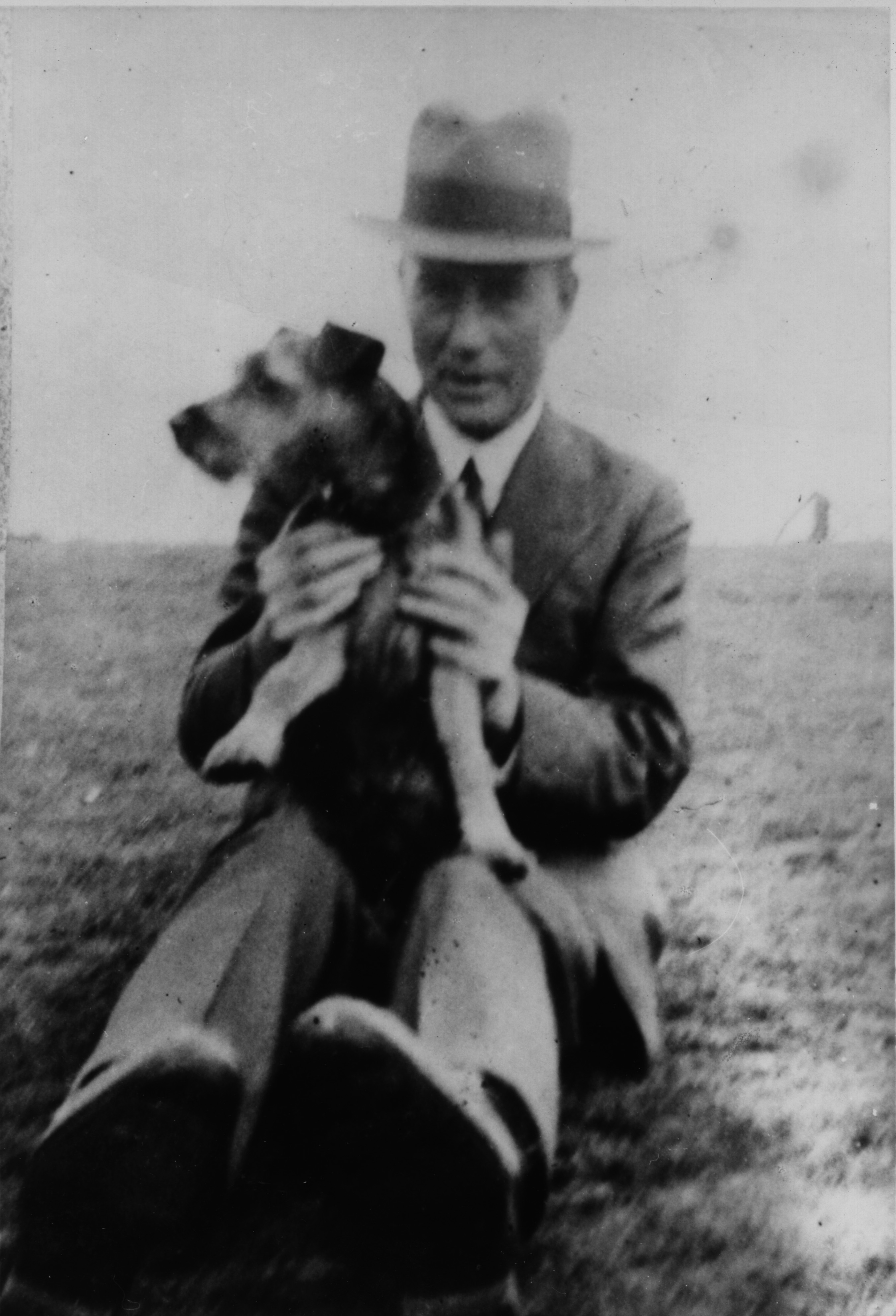
Frederick Griffith (met hond), 1936

Frederick Griffith (Hale (Cheshire), 1877 - Londen, 17 april 1941) was een Brits medicus, microbioloog en bacterioloog. Griffith deed onderzoek in de microbiologie en is vooral bekend om zijn experiment van 1927, waarmee hij het verschijnsel van transformatie bij bacteriën ontdekte.

## Biografie
Griffith studeerde aan de universiteit van Liverpool genetica. Hij werkte daarna als arts en als onderzoeker in een ziekenhuis in Liverpool. Hij deed onderzoek naar ziekten als tuberculose voor de Britse regering. Het laboratorium waar hij werkte werd in de Eerste Wereldoorlog door het Ministry of Health (Britse ministerie van gezondheidszorg) overgenomen. Gedurende de jaren 20 van de twintigste eeuw deed Griffith hier onderzoek naar de bacterie die longontsteking veroorzaakt, Streptococcus pneumoniae. Griffith zou nog enkele andere pathogene bacteriën onderzoeken, zoals Streptococcus pyogenes, die roodvonk en kraamvrouwenkoorts kan veroorzaken.

## Betekenis van het experiment van Griffith
De Duitse bacterioloog Fred Neufeld had eerder ontdekt dat van Streptococcus pneumoniae vier stammen bestonden, waarvan alleen stam II dodelijk kon zijn. Deze stam verschilt van de andere doordat de bacteriën zich in een capsule bevinden, die ze beschermt voor het afweersysteem.
Griffiths experiment liet zien dat het destijds gangbare idee dat een bepaalde stam bacteriën altijd dezelfde eigenschappen heeft niet klopt. Nadat Neufeld Griffiths resultaten had gereproduceerd publiceerde Griffith zijn ontdekking in 1928. Er werd eerst vermoed dat de factor die de eigenschappen van de bacteriën bepaalt, een eiwit moest zijn. Nadat andere mogelijkheden min of meer door eliminatie waren uitgesloten, toonden de Amerikaanse onderzoekers Oswald Avery, Colin MacLeod en Maclyn McCarty in 1946 aan dat de eigenschappen van bacterie op bacterie moeten worden overgegeven door DNA. De ontdekking dat organismen door middel van DNA eigenschappen doorgeven werd echter pas in de jaren 50 algemeen aanvaard, nadat de structuur van DNA ontcijferd was.
- Library of Congress Control Number: no2009192833
- SNAC: w6mq7w8n
- Virtual International Authority File: 222341193
- WorldCat: E39PBJxCyGt84P8r7fkxCF7bVC